# 古郷義明
古郷 義明（ふるごう よしあき、1959年5月18日 - ）は、堺伝統産業会館の元副館長。元日本アメリカンフットボール協会、日本社会人アメリカンフットボール協会の理事。
大阪市住之江区生まれ。

## 略歴
- 1978年 大阪府立東住吉高等学校卒業
- 1983年 立命館大学経営学部卒業
- 1983年 富士ゼロックス（現:富士フイルムビジネスイノベーション）入社
- 2015年 富士ゼロックス退社
  - 同年 釜山外国語大学校アメリカンフットボール部コーチ
  - 同年12月 フィリピン ガリバー株式会社IT担当
- 2017年 ガリバーオフショアアウトソーシング マニラ支店 GM
- 2018年10月 ガリバー退職
- 2019年4月 堺伝統産業会館 副館長
- 2021年1月 堺伝統産業会館　退職
- 2021年4月 株式会社Phoenixテクノロジーズ　入社
- 2022年3月 株式会社Phoenixテクノロジーズ　退職

| スタブアイコン | サブスタブ | この項目は、まだ閲覧者の調べものの参照としては役立たない、スポーツ関係者に関連した書きかけの項目です。この項目を加筆・訂正などしてくださる協力者を求めています（P:スポーツ/PJ:スポーツ人物伝）。 |